# Magistralinis kelias A11
A11 ist eine Fernstraße in Litauen. Sie ist ein Teil der (Europastraße 272).

## Verlauf
Die Straße verbindet in Verlängerung der Magistralinis kelias A9 Šiauliai (Schaulen) an der Europastraße 77 mit der Stadt Palanga an der Ostsee. Sie verläuft dabei über Kuršėnai (Kurschenen), Telšiai (Telschen) und nördlich an Plungė vorbei. In Palanga endet sie an der Fernstraße Magistralinis kelias A13, die der Ostseeküste folgt.
Die Länge der Straße beträgt rund 147 km.